# Paul Abel (Jurist)

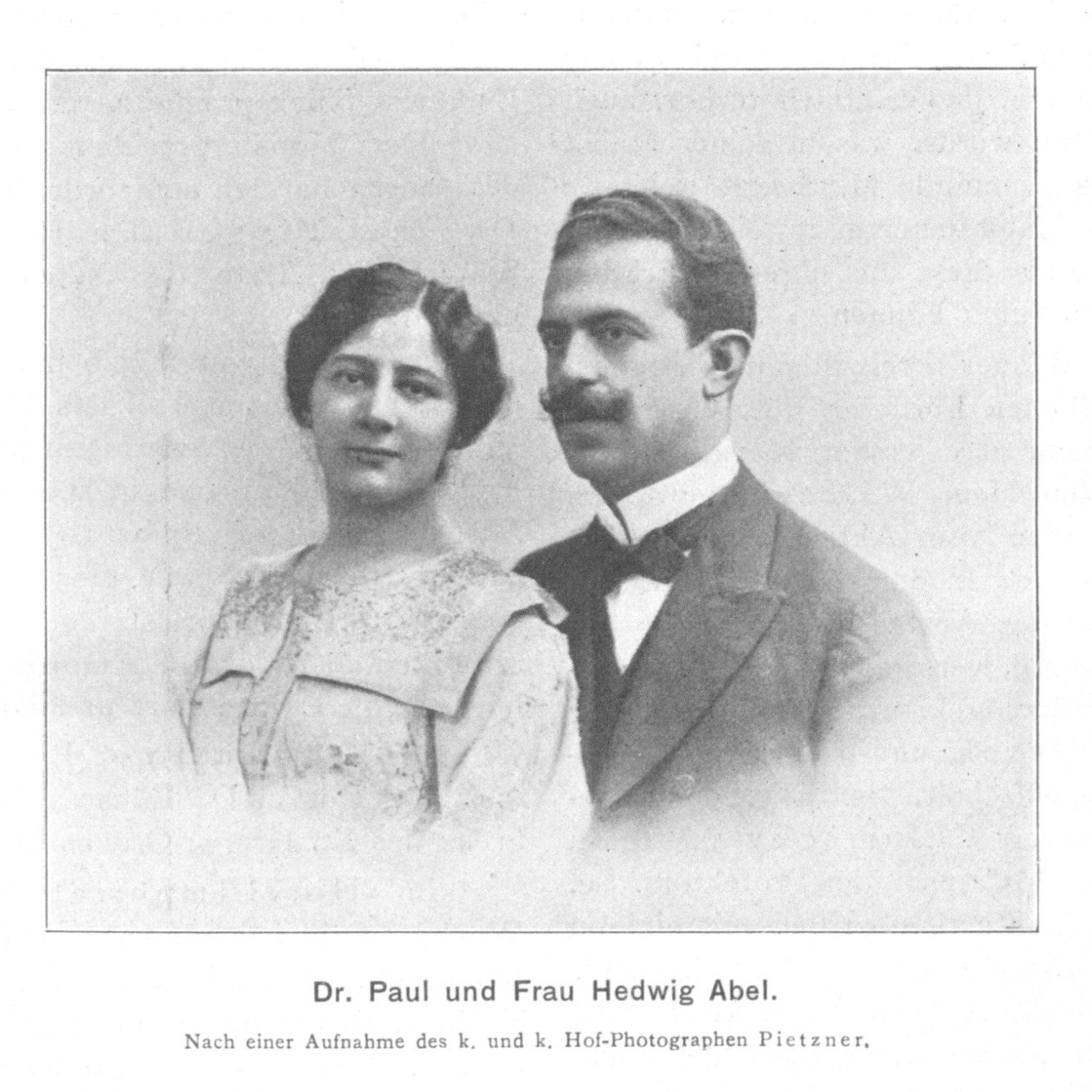
Paul Abel mit seiner Frau Hedwig im Jahre 1902

Paul Abel (* 21. März 1874 in Wien, Österreich-Ungarn; † 10. Mai 1971 in London) war ein britischer Jurist österreichischer Herkunft.

## Leben
Abel wurde als Sohn eines Wiener Hof- und Gerichtsadvokaten geboren. Er gehörte der jüdischen Konfession an. Nach Ablegung der Reifeprüfung widmete er sich dem Studium der Rechtswissenschaften an der Universität Wien, wo er am 18. Jänner 1899 schließlich auch, sub auspiciis imperatoris, zum Dr. iur. promoviert wurde. Nach seiner sich daran anschließenden Gerichtspraxis war er als Konzipist in der Kanzlei des Wiener Advokaten Dr. Brunstein tätig. In der Folge wurde er zum Teilhaber der Wiener Anwaltskanzlei seines Schwiegervaters Adolf Bachrach bestellt; als solcher erfolgte 1904 seine Ernennung zum Hof- und Gerichtsadvokaten. 1938 war Abel zur Emigration nach London gezwungen; dort war er fortan als Berater für internationales Recht, etwa bei der Erstellung des Zentraleuropäischen Patent- und Urheberrechts, tätig. Nach Kriegsende kehrte er nicht nach Österreich zurück. Am 10. Mai 1971 verstarb er in London nach kurzer, schwerer Krankheit im hohen Alter von 97 Jahren.
Paul Abels Hauptinteresse galt dem Urheber- und Patentrecht. Seine erste größere Arbeit – zur Rechtsgemeinschaft im Patentrecht – erschien 1903 während seiner Konzipiententätigkeit; als wissenschaftlich besonders bedeutungsvoll erwies sich Abels 1908 veröffentlichtes System des österreichischen Markenrechtes. Zudem war Abel maßgeblich an der Ausarbeitung der einschlägigen österreichischen Gesetze beteiligt, so etwa an den Markenschutznovellen 1928 und 1934 sowie (unter Karl Lißbauer als zuständigem Sachbearbeiter im Justizministerium) an der Urheberrechtsreform anno 1936. Die Österreichische Vereinigung für gewerblichen Rechtsschutz und Urheberrecht ernannte Abel zum Ehrenmitglied.

## Publikationen
- Die Rechtsgemeinschaft im Patentrechte. In: Juristische Blätter. Band 32, Nr. 48–52, 1903, S. 565–567, 577–579, 589–591, 601–602, 613–616 (Digitalisat via ÖNB).
- Kinematographie und Urheberrecht. In: Allgemeine Gerichts-Zeitung. Manzsche Verlags- und Universitätsbuchhandlung, Wien 1914, DNB 579064328.
- Rundfunk und Urheberrecht. In: Gerichts-Zeitung. Manzsche Verlags- und Universitätsbuchhandlung, Wien 1925, DNB 572338414.
- System des österreichischen Markenrechtes. Franz Deuticke, Wien 1908.